# KIC 9832227

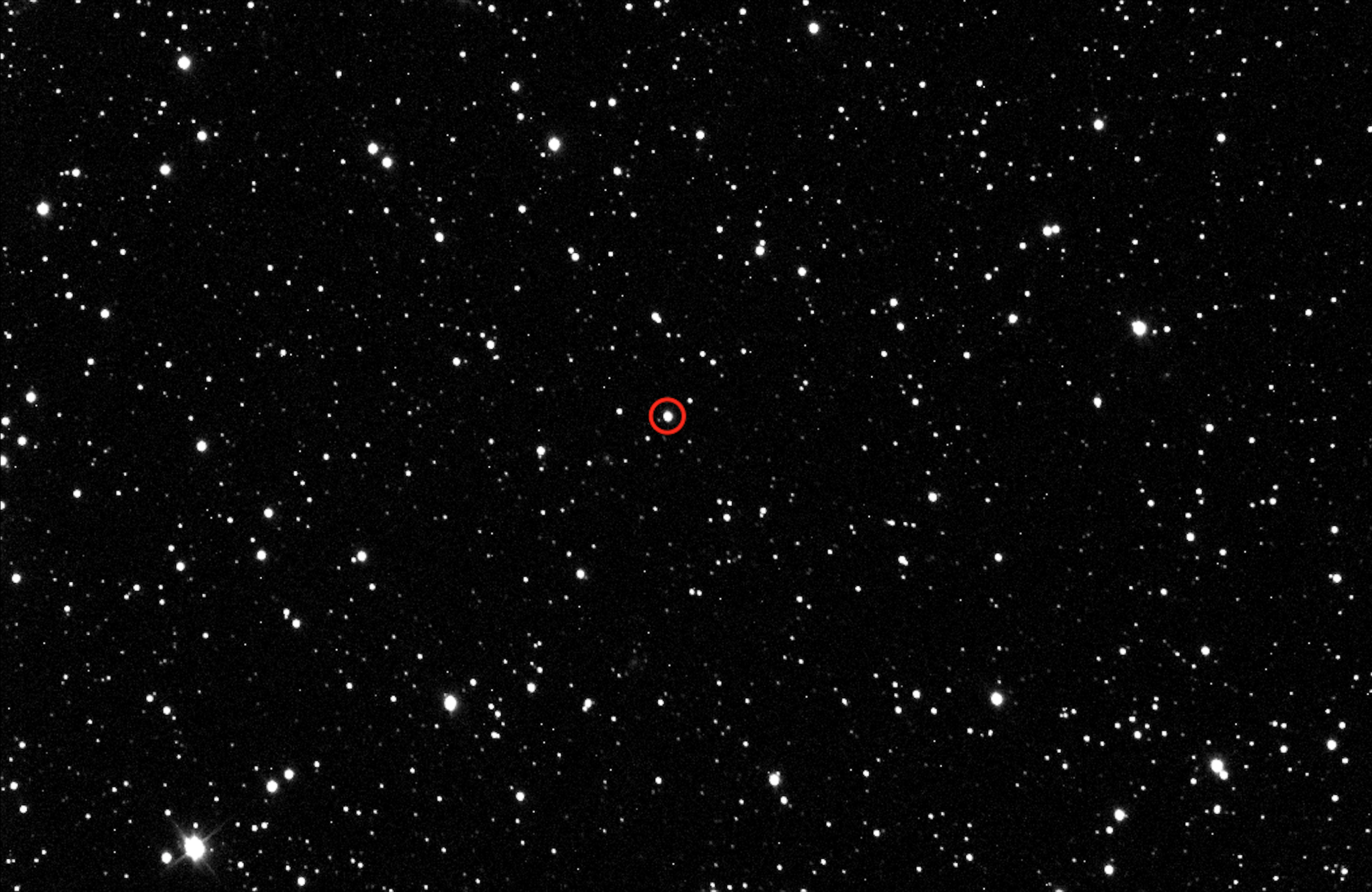
KIC 9832227 en el centro

KIC 9832227 es un sistema estelar binario de contacto en la constelación de Cygnus, que se encuentra a unos 1.940 (± ~ 30) años luz de distancia. También se identifica como un binario eclipsante con un período orbital de casi 11 horas. En 2017, se predijo que el sistema daría lugar a una fusión en 2022,2 (± 0,6 años), produciendo una nova roja luminosa (LRN) que alcanzaría una magnitud aparente de 2. El LRN debe permanecer visible a simple vista durante aproximadamente un mes. Se predice que la fusión de los dos núcleos estelares dará origen a una nueva estrella más potente y masiva de secuencia principal.
Se ha observado que el período de las variaciones en KIC 9832227 es cada vez más corto desde 2013. Se espera que el período continúe reduciéndose a un ritmo cada vez mayor y termine en la fusión de los dos núcleos. Esto liberará una gran cantidad de energía, un proceso que ocurrió antes en el sistema V1309 Scorpii, una nova que estalló en 2008, y luego fue encontrada por un equipo dirigido por Romuald Tylenda como el resultado de una fusión estelar. Sin embargo, los astrónomos del equipo de Tylenda han cuestionado la confiabilidad de la predicción de KIC 9832227, porque se basa en un modelo que puede no ser lo suficientemente preciso como para predecir el tiempo de erupción con tanta precisión. El mecanismo o los mecanismos físicos que impulsan tales fusiones estelares aún no se comprende, y es el enfoque principal de quienes investigan KIC 9832227.